# نيكول فونتين
نيكول فونتين (بالفرنسية: Nicole Fontaine)‏ مواليد 16 يناير 1942 في فرنسا.

## السيرة الذاتية
ولدت نيكول فونتن في 16 يناير عام 1942 في السان البحرية بفرنسا، وهي سياسية فرنسية ووزيرة سابقة في البرلمان الأوروبي. تُعرف نيكول بكونها مساعدة السكرتير العام للتعليم الكاثوليكي الفعال في ظل القانون الذي أعده آلن سفاري والذي يتعلق بالمدراس الخاصة. قامت فونتن بأمور سياسية في حزب الاتحاد من أجل الديمقراطية وفي الحزب الاشتراكي الديمقراطي، وكانت عضو في الاتحاد من أجل الحركة الشعبية. كانت نيكول فونتن نائبة للبرلمان الأوروبي وذلك في الأعوام بين 1984 و2002، كما عملت بوظيفة رئاسة البرلمان في الأعوام بين 1999 و2002، بالإضافة إلى ذلك حصلت على وظيفة في البرلمان الأوروبي من جديد. حصلت على وسام الاستحقاق الوطني ووسام جوقة الشرف. تولت وزارة الصناعة في الأعوام بين 2002 و2004.

## وظائفها

### البرلمان الأوروبي
24 يوليو 1984-16 يونيو 2002 : نائب البرلمان الأوروبي
25 يوليو 1998-19 يويو 1999 : مساعد رئيس الاتحاد الأوروبي
20 يوليو 1999-14 يناير 2002 : رئيس الاتحاد الأوروبي

## الحكومة
17 يونيو 2002- 30 مارس 2004 :كانت وزيرة الصناعة قبل أن تكون وزيرة المالية واللاقتصاد والصناعة

## روابط خارجية
- نيكول فونتين على موقع مونزينجر (الألمانية)